# Roseburg (Oregon)
Roseburg az Amerikai Egyesült Államok északnyugati részén, Oregon állam Douglas megyéjében elhelyezkedő város, a megye székhelye. A 2010. évi népszámlálási adatok alapján 21 181 lakosa van.

## Népesség

### 2010
A 2010-es népszámláláskor a városnak 21 181 lakója, 9081 háztartása és 5177 családja volt. A népsűrűség 816,9 fő/km2. A lakóegységek száma 9732, sűrűségük 375,3 db/km2. A lakosok 91%-a fehér, 0,5%-a afroamerikai, 1,7%-a indián, 1,6%-a ázsiai, 0,3%-a a Csendes-óceáni szigetekről származik, 1,4%-a egyéb, 3,5%-a pedig kettő vagy több etnikumú. A spanyol vagy latino származásúak aránya 5,5% (4,1% mexikói, 0,2% Puerto Ricó-i,  1,1% egyéb spanyol vagy latino származású.)
A háztartások 27%-ában élt 18 évnél fiatalabb. 39,2% házas, 13,2% egyedülálló nő, 4,6% egyedülálló férfi, 43% pedig nem család. 35,5% egyedül élt; 16,8%-uk 65 éves vagy idősebb. Egy háztartásban átlagosan 2,23 személy élt; a családok átlagmérete 2,84 fő.
A medián életkor 41,1 év volt. A város lakóinak 21,7%-a 18 évesnél fiatalabb, 9,1% 18 és 24 év közötti, 23,8%-uk 25 és 44 év közötti, 26,2%-uk 45 és 64 év közötti, 19,1%-uk pedig 65 éves vagy idősebb. A lakosok 48%-a férfi, 52%-a pedig nő.

### 2000
A 2000-es népszámláláskor  a városnak 20 017 lakója, 8237 háztartása és 5098 családja volt. A népsűrűség 772 fő/km2. A lakóegységek száma 8838, sűrűségük 340,8 db/km2. A lakosok 93,56%-a fehér, 0,3%-a afroamerikai, 1,3%-a indián, 0,99%-a ázsiai, 0,1%-a a Csendes-óceáni szigetekről származik, 1,26%-a egyéb-, 2,48%-a pedig kettő vagy több etnikumú. A spanyol vagy latino származásúak aránya 3,73% (2,6% mexikói, 0,1% Puerto Ricó-i,  1% pedig egyéb spanyol/latino származású.)
A háztartások 28,9%-ában élt 18 évnél fiatalabb. 46,2% házas, 11,9% egyedülálló nő; 38,1% pedig nem család. 31,6% egyedül élt; 13,9%-uk 65 éves vagy idősebb. Egy háztartásban átlagosan 2,32 személy élt; a családok átlagmérete 2,88 fő.
A város lakóinak 23,2%-a 18 évesnél fiatalabb, 8,9% 18 és 24 év közötti, 26,5%-uk 25 és 44 év közötti, 22,4%-uk 45 és 64 év közötti, 18,9%-uk pedig 65 éves vagy idősebb. A medián életkor 39 év volt. Minden 100 nőre 93,7 férfi jut; a 18 évnél idősebb nőknél ez az arány 91,5.
A háztartások medián bevétele 31 250 amerikai dollár, ez az érték családoknál $40 172. A férfiak medián keresete $32 624, míg a nőké $25 707. A város egy főre jutó bevétele (PCI) $17 082. A családok 11%-a, a teljes népesség 15,1%-a élt létminimum alatt; a 18 év alattiaknál ez a szám 18,9%, a 65 évnél idősebbeknél pedig 9,2%.